# Хмара Григорій Михайлович
Григорій Хмара (*23 липня 1878, Полтава − †3 лютого 1970 Париж) — російський, німецький та французький актор українського походження.

## Біографія
З 1910 по 1920 роки — актор МХАТу Станіславського, з 1915 — в російському німому кіно. З 1920 року — разом з театром на гастролях у Німеччині, де й лишається на еміграції. 

1923 року дебютує в німецькому кіно. Цього ж року разом з трупою МХАТу знімається в головній ролі в експресіоністичному шедеврі Роберта Віне «Раскольніков» (Raskolnikow) за мотивами роману Достоєвського «Злочин і кара», дія якого відбувається в експресіоністично-ламких декораціях, що утворюють похмурий простір непривітних приміщень та анфілад. Фільм мав схвальну критику й понині вважається значним досягненням німецького кіноекспресіонізму. Подальші фільми закріплюють зірковий статус актора. Хмару називають «Мозжухіним німецького кіно»

1924 року Хмара бере шлюб із Астою Нільсен, першою «справжньою зіркою» європейського німого кіно, разом з якою знімається у семи стрічках. Зокрема 1925 року Хмара грає разом з Гретою Гарбо та Астою Нільсен в фільмі «Безрадісний провулок» (Die freudlose Gasse) видатного німецького кінорежисера Георга Вільгельма Пабста, визнаному одним із найкращих німецьких фільмів Веймарської доби. Наприкінці 1920-х — на поч. 1930 рр. Хмара, все менше запрошуваний у кіно в тому числі в зв'язку з бойкотом Асти Нільсен крупними кіновиробниками, створює театральну трупу Group of Prague з російських акторів-емігрантів, з якою успішно гастролює Європою. Популярність Хмари в Німеччині закінчується з приходом звукового кіно.
Але 1929 року він ще встигає знятися в стрічці польського кінорежисера-експресіоніста Генріка Шаро «Сильна людина» (Mocny Czlowiek), що став шедевром польського міжвоєнного кінематографа.

В 1933 році Хмара перебрався до Франції, де заробляв виступами в вар'єте та театральними уроками у власній студії. Через сильний акцент його подальші з'яви в кіно обмежувались екзотичними епізодичними ролями, хоча він і далі успішно грав на театральній сцені п'єси російських та скандинавських драматургів. Знов став активно зніматися в кіно з 1950х років. Тоді ж поновив давати уроки театральної майстерності в своїй студії на Монпарнасі, як учень та послідовник Станіславського та авторитетний теоретик його системи.

## Вибрана фільмографія
- Сильна людина / Mocny czlowiek (1929)
- Безрадісний провулок / Die freudlose Gasse (1925)
- Живі Будди / Lebende Buddhas (1925)
- Гедда Ґаблер / Hedda Gabler (1925)
- I.N.R.I. (1923)
- Раскольніков / Raskolnikow (1923)
- Королева екрану / Королева экрана (1916)
- Думка / Мысль (1916)